# كأس فرنسا 2020–21
كأس فرنسا 2020–21 (بالفرنسية: Coupe de France de football 2020–21)‏ هو الموسم 104 من كأس فرنسا، وفاز باريس سان جيرمان بلقبه الرابع عشر بفوزه 2–0 على نادي موناكو في النهائي.

## وصلات خارجية
- الموقع الرسمي